# رون ميتشيل
رون ميتشيل (بالإنجليزية: Ron Mitchell)‏ هو مدرب كرة سلة أمريكي، ولد في 29 سبتمبر 1938.

## وصلات خارجية
- رون ميتشيل على موقع كلية كرة السلة في سبورتس رفرنس.كوم (الإنجليزية)